# Natasha Wodak
Natasha Wodak (divorcée Fraser, née le 17 décembre 1981) est une athlète canadienne, spécialiste des courses de fond.

## Biographie
En 2015 Natasha Wodak établit un record du Canada du 10 000 m en 31 min 41 s 59.
Elle participe au 10 000 m des championnats du monde 2015 (23e place), des Jeux olympiques de 2016 (22e place) et des championnats du monde 2017 (16e place).
Cinquième des Jeux du Commonwealth de 2018, elle remporte la médaille d'or du 10 000 m des Jeux panaméricains de 2019.
Elle se classe 17e des championnats du monde 2019 à Doha sur 10 000 m.
Au marathon de Berlin de 2022, elle établit un nouveau record national en 2 h 23 min 12 s.